# Collier Bay
Collier Bay is een baai in de Indische Oceaan, gelegen aan de kust van Kimberley in het noordwesten van West-Australië.
De baai is ongeveer 100 kilometer diep (van oost naar west) en 65 kilometer breed (van noord naar zuid). Het wordt begrensd door het Yampi-schiereiland in het zuiden, het Montgomery Reef en Koolan Island in het westelijke deel, met nabij de Camden Sound Marine Park. In de baai liggen de Kingfisher Islands, Traverse Island, Fletcher Island en een aantal andere kleine eilanden. Zoet water stroomt via Secure Bay de baai in, evenals de Walcott Inlet, die water uit de rivieren Charnley, Calder en Isdell via Yule Entrance de baai in brengt.
Naar het noordoosten ligt de Bonaparte-archipel.
De baai ligt in de mariene ecoregio Bonapartekust.